# Philip Langridge

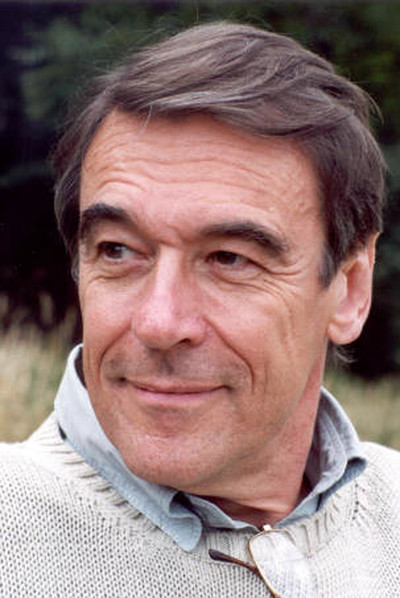
Philip Langridge, 2006

Philip Langridge, CBE, (* 16. Dezember 1939 in Hawkhurst, Grafschaft Kent; † 5. März 2010 in Guildford) war ein britischer Opern- und Oratoriensänger im Stimmfach lyrischer Tenor.

## Leben
Er studierte zunächst bis 1958 Violine an der Royal Academy of Music in London und war bis 1964 auch als Geiger tätig. Ab 1962 studierte er in London Gesang bei Bruce Boys und Celia Bizoni. Er debütierte als Konzertsänger in dem Oratorium Der Messias von Georg Friedrich Händel. Ab 1964 sang er beim Glyndebourne Festival im Chor, wo er auch erste kleine Solopartien übernahm, unter anderem in Capriccio von Richard Strauss. Später sang er dort unter anderem den Don Ottavio in Don Giovanni (1977–1978), die Titelrolle in Idomeneo (1983–1985), den Laca in Jenůfa (1989) und die Titelrolle in La clemenza di Tito (1991). 1990 trat er in Glyndebourne in der Oper New Year von Michael Tippett auf. 1994 wirkte er dort in der Uraufführung der Oper The Second Mrs. Kong von Harrison Birtwistle mit.
1973 trat Langridge als Flimann in der Oper Il borgomastro di Saardam von Gaetano Donizetti beim Holland Festival auf. 1993 trat er dort nochmals als Pelléas in der Oper Pelléas et Mélisande auf. 1979 debütierte er an der Welsh National Opera in Cardiff. Seit 1983 trat Langridge regelmäßig am Royal Opera House in Covent Garden. 1989 sang er dort die Titelrolle in Idomeneo, 1992 den Gustav von Aschenbach in Death in Venice, 1996 den Loge in Das Rheingold und 2001 die Titelrolle in der Oper Palestrina von Hans Pfitzner.
Häufig interpretierte Langridge Werke von Harrison Birtwistle. 1986 sang er die Titelrolle des Orpheus in dessen Oper The Mask of Orpheus. 1989 übernahm er die Rolle des Rechtsanwalts in der Uraufführung der Oper Punch und Judy. 2008 folgte an der Covent Garden Opera die Rolle des Hiereus in der Uraufführung der Oper The Minotaur. 2009 komponierte Birtwistle zu Langridges 70. Geburtstags eigens ein Lied, das Langridge im November 2009 bei einem Konzert in der Wigmore Hall zur Uraufführung brachte.
Mehrfach trat Langridge bei den Salzburger Festspielen auf. Er sang dort 1987–1988 den Aron in Moses und Aron, 1990 den Titelhelden in Idomeneo, 1992 den Skuratov in Z Mrtvého Domu, 1993 den Nerone in L’incoronazione di Poppea und 1998 den Edrisi in der Oper König Roger von Karol Szymanowski. Bei den Salzburger Osterfestspielen sang er 1994 den Schuiski in Boris Godunow.
Er gastierte außerdem an der English National Opera in London (1990 Titelrollen in Oedipus Rex und Peter Grimes), an der Mailänder Scala (1985 Debüt in der Oper Orfeo von Luigi Rossi, 1989 Titelrolle in Oberon, 2000 Titelrolle in Peter Grimes), an der Metropolitan Opera in New York (1984 als Ferrando, 1997 als Captain Vere, 1997 Titelrolle in Peter Grimes, 1999 als Aron, 2000 als Loge), am Opernhaus Zürich (1984 im Monteverdi-Zyklus, 1987 als Don Ottavio), am Opernhaus Köln (1993 als Captain Vere in Billy Budd), an der Bayerischen Staatsoper (1998 in The Midsummer Marriage von Michael Tippett) und an der Lyric Opera in Chicago (1981 USA-Debüt).
Langridge wurde 1994 von Königin Elisabeth II. zum Commander des Order of the British Empire ernannt. Er war mit der bekannten irischen Mezzosopranistin Ann Murray (* 1949) verheiratet.

## Stimme
Langridge war ein äußerst vielseitiger Tenor, der sowohl im Barockrepertoire als auch als Interpret von Benjamin Britten, Gerald Finzi und Michael Tippett glänzte und den wahrscheinlich virtuosesten und wohlklingendsten Aron eingespielt hat (unter der Leitung von Georg Solti). Als Mozart-Interpret, doch auch allgemein, kann man ihn mit Nicolai Gedda vergleichen: ein ähnlicher jugendlicher Charme im Timbre, auch im reifen Alter, und ebenso spielende Beherrschung der technischen Hürden, bei allen Grenzen in Bezug auf Stimmumfang und -Volumen.
Philip Langridge, der auch das slawische Repertoire sang (Mussorgski, Janáček, Szymanowski...), gehörte neben Peter Pears und Robert Tear zu den bedeutendsten britischen Tenören des 20. Jahrhunderts.